# 明治之森箕面國定公園
明治之森箕面國定公園（明治の森箕面国定公園），是位在大阪府箕面市的國定公園。面積963ha。是東海自然步道的終點(起點)。

## 沿革
- 1967年12月11日 - 作為明治百年記念事業，箕面市箕面山（日语：箕面山）和周邊一帶被指定為國定公園。與東京都的明治之森高尾國定公園同時被指定為國定公園。

## 交通
- 阪急箕面線箕面車站向北步行1分鐘即為步道入口

## 主要景點
- 箕面瀑布 - 日本瀑布百選
- 瀧安寺
- 勝尾寺
- 開成皇子墓

## 關連項目
- 明治之森高尾國定公園
- 箕面市

## 外部連結
- （日語）明治之森箕面國定公園 （页面存档备份，存于）